# دانیل فرانسیس (بازیکن فوتبال، زاده ۲۰۰۲)
دانیل فرانسیس (انگلیسی: Daniel Francis؛ زادهٔ ۱۰ ژوئیهٔ ۲۰۰۲) بازیکن فوتبال اهل سیرالئون است.
از باشگاه‌هایی که در آن بازی کرده‌است می‌توان به باشگاه فوتبال روت وایس اهلن اشاره کرد.
وی همچنین در تیم ملی فوتبال سیرالئون بازی کرده‌است.